# Малена Ернман
Малена Ерман (швед. Malena Ernman; народилася 4 листопада 1970 року в місті Уппсала, Швеція) — шведська оперна співачка (колоратурне мецо-сопрано). Є членом Королівської Шведської Академії Музики. Мати Ґрети Тунберґ (нар. 2003) — шведської політичної активістки, що виступає за зупинку глобального потепління та зміни клімату.

## Життєпис

### Ранні роки
Малена Ерман провела дитинство і шкільні роки в маленькому містечку Сандвікені в Швеції. Ернман навчалася в Королівській академії в Стокгольмі, в музичній консерваторії в Орлеані у Франції та в школі Королівської шведської опери.
З шести років Малена почала співати в хорі Coromanterna в рідному місті Сандвікен і увібрала традиції шведської хорового виконавства. Потім, вже будучи студенткою, була учасницею хору Шведського радіо під керівництвом славетного диригента Еріка Еріксона.

### Опера
Дебют Малени у Швеції відбувся після закінчення оперної школи в 1998 році, в ролі Кая в опері «Sven David Sandströms» і в ролі Розіни в «Севільському цирульнику» Джоакіно Россіні в Шведській королівській опері, де вона пізніше також заспівала головні партії в операх «Кармен» та «Попелюшка».
В цей же час, Малена виконала ряд ролей в Берлінській опері (Керубіно у «Весіллі Фігаро», Розіна в «Севільському цирюльнику» і Роберто в «Гризельді» Алессандро Скарлатті).
Її міжнародний дебют відбувся в 1999 році в ролі Нерона в опері «Горпина» Георга Генделя в театрах Ла Монне в Брюсселі і Театрі Єлисейських полів у Парижі.
Малена Ерман взяла участь у фестивалі Glyndebourne Festival (Ненсі в «Альберт Геррінг» і Орловський в «Кажані».
У 2004 році вона виконала партію Донни Ельвіри в опері «Дон Жуан» Моцарта в театрі Ла Монне в Брюсселі. І на фестивалях d Aix en Provence, Wiener Festwochen.
У 2005 році вона виконала головну роль на світовій прем'єрі опери «Джулі» в театрі Ла Монне в Брюсселі, а також на фестивалях Wiener Festwochen і d Aix en Provence.
2006 року Малена Ерман виконала партію Нерона в опері «Коронація Поппеи» в Берліні та в театрі Ла Монне в Брюсселі. У тому ж році на фестивалі у Відні вона дебютувала в ролі Дідони в опері «Дідона і Еней» Генрі Перселла, а потім Анні в опері «Милосердя Тита» на Зальцбурзькому фестивалі.
У 2007 році вона співала Сесто в опері «Юлій Цезар» Генделя у Відні, Керубіно у «Весіллі Фігаро» Моцарта в d Aix en Provence і Нерона в «Коронації Поппеї» в Оперному театрі Амстердама.
У 2008 році Малена Ерман повернулася до Королівської опери в Стокгольмі, де виконала головну партію в опері Джоакіно Россіні «Попелюшка». Восени вона знову заспівала головну партію в опері «Дідона і Еней» в «Опера Комік» в Парижі.
У 2009 році вона заспівала Анджеліну в «Попелюшці» в опері Франкфурта і наприкінці квітня вона співала цю ж роль в Королівській опері в Стокгольмі.
У березні 2010 року вона дебютувала в ролі Ідоманта в опері Моцарта «Ідоменей» в Ла Монне в Брюсселі. Вона співала численні концерти в Скандинавії і Німеччині, в тому числі один у Sthlm Globe Arena з Андреа Бочеллі.

### Концерти
У 2001—2002 роках виступала з концертами в Токіо (виконувала Bach's St. John Passion in Notre Dame de Paris, Реквієм Моцарта), в 2004—2005 роках співала в Wigmore Hall (невеликий концертний зал для камерної музики в Лондоні).
Малена виступала в Токіо, Берліні, Мадриді, Римі, Парижі, Лос-Анджелесі з багатьма відомими диригентами, такими, як Марк Мінковські, Даніель Баренбойм, Еса-Пекка Салонен, Ніколаус Арнонкур, Філіпп Херревеге, Рене Якобс, Саймон Реттл.

### Мелодифестивален та Євробачення
14 березня 2009 року у Стокгольмі у фіналі конкурсу Мелодифестивален стала переможницею з результатом 182 бали (відрив від Каролін аф Угглас склав 11 балів) і стала представницею Швеції на Євробаченні 2009. Ерман, виступивши в першому півфіналі з композицією «La Voix» і зайнявши 4-е місце, пройшла до фіналу конкурсу, де посіла 21-е місце з 33 балами.

### Родина
Малена Ерман одружена з актором Сванте Тунбергом. У них є дві доньки: Ґрета і Біата.
Батьки Малени — Ларс і Єва Ерман.

## Дискографія

### Альбоми
- 2000: Naïve (KMH)
- 2001: Cabaret Songs (BIS)
- 2003: Songs in Season (Nytorp Musik)
- 2003: My Love (BIS)
- 2009: La Voix du Nord
- 2010: Santa Lucia — En klassisk jul (Різдвяний альбом)
- 2011: Opera di Fiori (Roxy Recordings/Universal)
- 2013: I decembertid
- 2014: SDS
- 2016: Sverige

### Збірники
- Songs in Season (Nytorp Musik)
- Nachtgesänge (Col legno)

### Сингли
- 2009: La voix
- 2010: Min plats på jorden

## Нагороди
- Litteris et Artibus (2011)